# Павлюченко Роман Анатолійович
Рома́н Анато́лійович Павлюче́нко (рос. Роман Анатольевич Павлюченко; нар. 15 грудня 1981 року, Мостовський, Краснодарський край, СРСР) — російський футболіст українського походження, що грав на позиції нападника.

## Досягнення
- Віце-чемпіон Росії (3):

«Спартак» (Москва): 2005, 2006, 2007
- Володар кубка Росії (2):

«Спартак» (Москва): 2002/03
«Локомотив» (Москва): 2014/15